# Тайваньско-эсватинские отношения
Тайваньско-эсватинские отношения — двусторонние дипломатические отношения между Королевством Эсватини и Китайской Республикой. Королевство имеет посольство в Тайбэе, а Китайская Республика содержит посольство в Мбабане.

## История

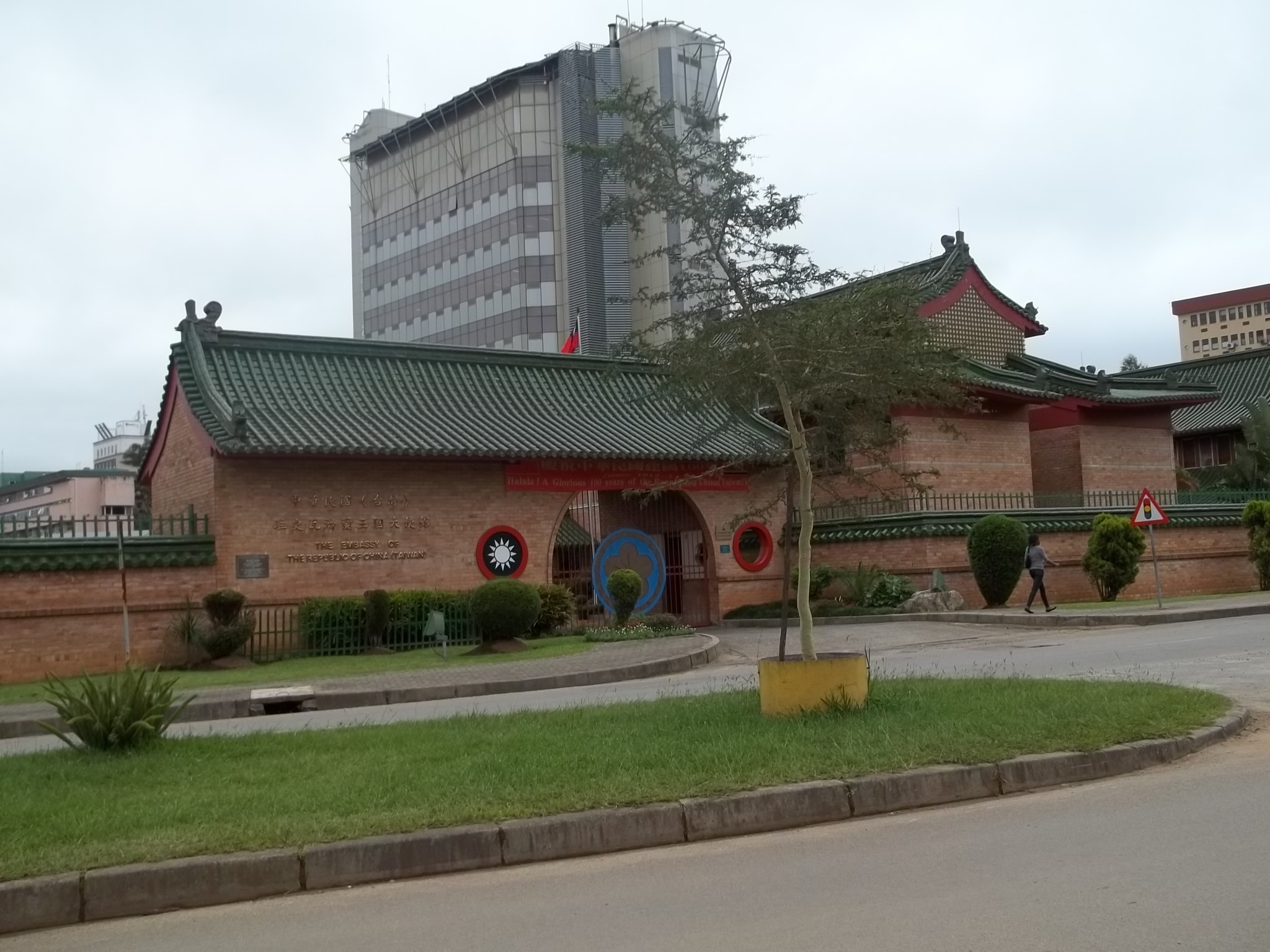
Посольство Китайской республики в Мбабане

Королевство Свазиленд признало Китайскую республику (вместо Китайской народной республики) 16 сентября 1968 года и с этого времени поддерживает с ней дипломатические отношения. Таким образом Эсватини является одной из 15 стран мира официально признающих Китайскую республику. В мае 2018 года Буркина-Фасо официально признало Китайскую народную республику тем самым разорвав дипломатические отношения с Тайванем, и Эсватини осталась последней африканской страной, признающей Китайскую республику вместо Китайской народной республики.
В 2018 году на саммите форума китайско-африканского сотрудничества в Пекине власти Китайской народной республики выразили «надежду, что к времени форума китайско-африканского сотрудничества в Пекине мы получим счастливую картину со всей семьёй» то есть надеялись установить дипломатические отношения со Свазилендом до начала саммита. Однако правительство Свазиленда отвергло эти инициативы КНР. В ответ власти КНР ввели визовые ограничения для подданных королевства, чтобы побудить его власти установить дипломатические отношения, провозгласив: «Нет дипломатических отношений — нет прибылей от бизнеса». В ответ на давление со стороны материкового Китая директор информационного департамента министерства иностранных дел Китайской республики Оу Джанг-ан заявил: «Отвратная природа китайского режима и его подлые приёмы давления достойны презрения и должны встретить отпор со стороны международного общественного мнения».
В июне 2018 года король Эсватини Мсвати III совершил свой семнадцатый визит в Тайвань после визита президента Китайской республики Цай Инвэнь в Эсватини в апреле.
В сентябре 2021 года Китайская республика объявила, что выделит 22,9 млн американских долларов на ремонт школ, больниц и других объектов инфраструктуры, повреждённых в ходе народных волнений. По оценке ежедневной британской газеты The Economist в 2021 году отношения Эсватини с Китайской республикой являются для неё вторыми по важности после отношений с ЮАР.
Китайская республика оказывает экономическую помощь Эсватини, профинансировав программу электрификации сельских районов и стипендии в университетах.